# Municipio de Rosie
El municipio de Rosie (en inglés: Rosie Township) es un municipio ubicado en el condado de Independence en el estado estadounidense de Arkansas. En el año 2010 tenía una población de 585 habitantes y una densidad poblacional de 10,07 personas por km².

## Geografía
El municipio de Rosie se encuentra ubicado en las coordenadas 35°38′37″N 91°33′27″O / 35.64361, -91.55750. Según la Oficina del Censo de los Estados Unidos, el municipio tiene una superficie total de 58.1 km², de la cual 57,01 km² corresponden a tierra firme y (1,87 %) 1,09 km² es agua.

## Demografía
Según el censo de 2010, había 585 personas residiendo en el municipio de Rosie. La densidad de población era de 10,07 hab./km². De los 585 habitantes, el municipio de Rosie estaba compuesto por el 99,66 % blancos, el 0,34 % eran afroamericanos. Del total de la población el 0,17 % eran hispanos o latinos de cualquier raza.